# 托马斯·施蒂尔-劳里森
托马斯·施蒂尔-劳里森（丹麥語：Thomas Stuer-Lauridsen，1971年4月29日—），丹麥羽毛球男子運動員，曾奪得1992年夏季奥林匹克运动会男子單打銅牌，成為丹麥首個贏得奧運獎牌的羽毛球選手。現已退役。

## 主要比賽成績
只列出曾進入準決賽的國際賽事成績：
| 年份   | 賽事             | 項目     | 成績   |
| ------ | ---------------- | -------- | ------ |
| 1996年 | 香港羽毛球公開賽 | 男子單打 | 準決賽 |

## 外部連結
- 托马斯·施蒂尔-劳里森在世界羽球聯盟的登錄資料